# Parupeneus barberinus
 Parupeneus barberinus és una espècie de peix de la família dels múl·lids i de l'ordre dels perciformes.

## Morfologia
Els mascles poden assolir els 60 cm de longitud total.

## Distribució geogràfica
Es troba des del Golf d'Aden i Oman fins a Sud-àfrica, les Illes Marqueses, les Tuamotu, sud del Japó, Austràlia i Nova Caledònia.